# Julus ciliatus
Julus ciliatus är en mångfotingart som beskrevs av Karl Wilhelm Verhoeff 1897. Julus ciliatus ingår i släktet Julus och familjen kejsardubbelfotingar.

## Underarter
Arten delas in i följande underarter:
- J. c. buekkensis
- J. c. liptauensis
- J. c. rubidicollis